# ITF Women's Circuit Fergana
L'ITF Women's Circuit Fergana è un torneo professionistico di tennis giocato su campi in cemento. Fa parte dell'ITF Women's Circuit. Si gioca annualmente a Fergana in Uzbekistan.

## Albo d'oro

### Singolare
| Anno | Campionessa        | Finalista       | Punteggio |
| ---- | ------------------ | --------------- | --------- |
| 2011 | Ayu-Fani Damayanti | Hsieh Su-wei    | 6–3, 6–4  |
| 2012 | Donna Vekić        | Nadežda Kičenok | 6–2, 6–2  |

### Doppio
| Anno | Campionesse                           | Finaliste                                | Punteggio |
| ---- | ------------------------------------- | ---------------------------------------- | --------- |
| 2011 | Nigina Abduraimova Albina Khabibulina | Elizaveta Nemchinov Anastasiýa Prenko    | 6–3, 6–3  |
| 2012 | Ljudmyla Kičenok Nadežda Kičenok      | Albina Khabibulina Anastasіja Vasyl'jeva | 6–4, 6–1  |